# Семапрохилодусы
Семапрохилодусы (лат. Semaprochilodus) — род лучепёрых рыб из семейства прохилодонтовых, одни из основных промысловых рыб Амазонки. Во время нереста самцы издают очень громкий звук, напоминающий звук заведённого мотоцикла. Получается это благодаря вибрации плавательного пузыря мышцами.
В состав рода включают шесть видов:
- Semaprochilodus brama (Valenciennes, 1850)
- Semaprochilodus insignis (Jardine, 1841)
- Semaprochilodus kneri (Pellegrin, 1909)
- Semaprochilodus laticeps (Steindachner, 1879)
- Semaprochilodus taeniurus (Valenciennes, 1821)
- Semaprochilodus varii R. M. C. Castro, 1988